# 吉生太镇
吉生太镇，是中华人民共和国内蒙古自治区乌兰察布市四子王旗下辖的一个乡镇级行政单位。

## 行政区划
吉生太镇下辖以下地区：
本坝行政村、于家壕行政村、哈彦忽洞行政村、白林地行政村、老圈滩行政村、吉生太行政村、公合成行政村、中号行政村、前古营行政村、糖坊卜子行政村、席边河行政村、温都花行政村和海卜子行政村。